# Галущак, Семён Осипович
Семён Осипович Галущак (17 апреля 1877 — ?) — член III Государственной думы от Подольской губернии, крестьянин.

## Биография

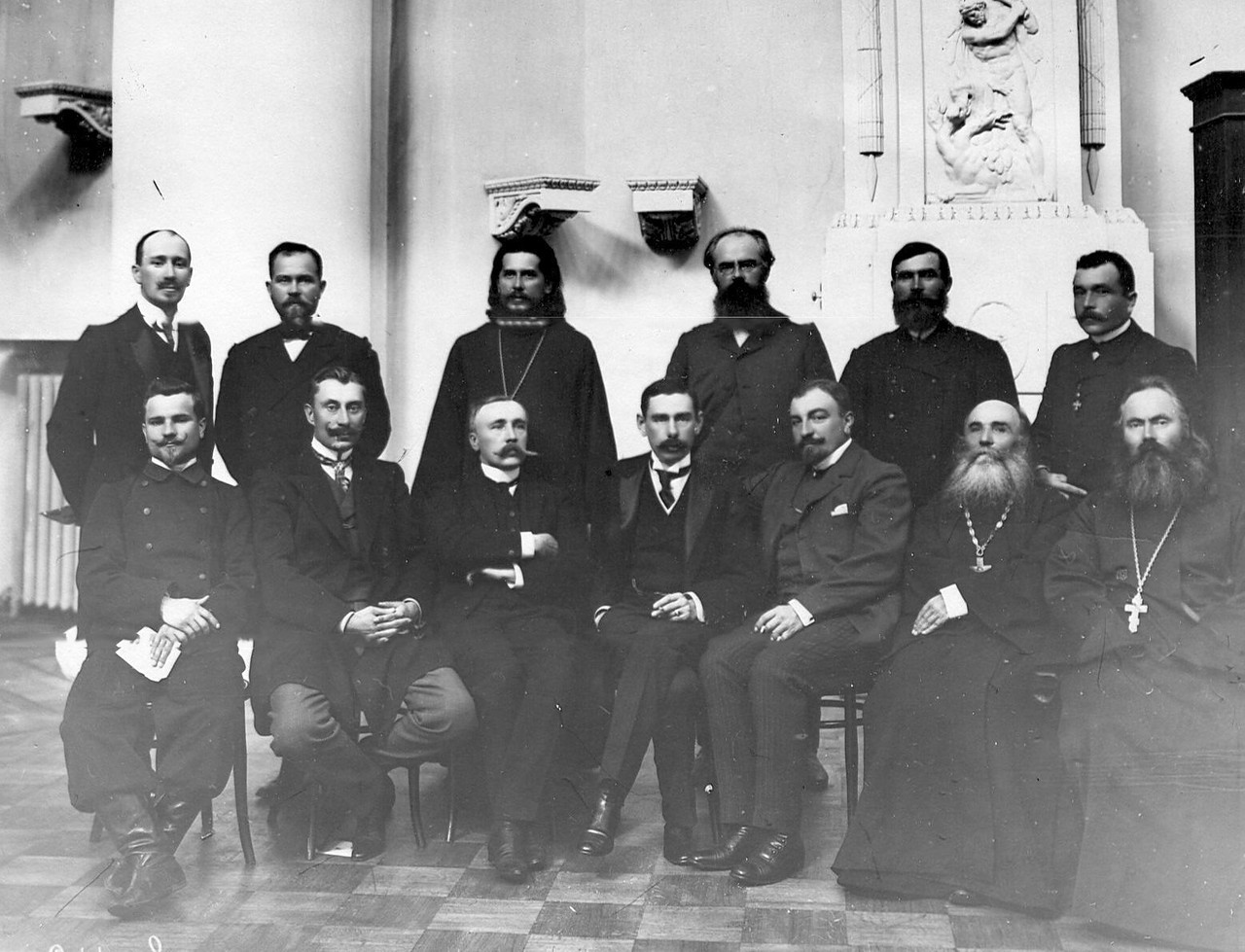
Депутаты Государственной думы Российской империи III созыва, от Подольской губернии. Сидят: Андрийчук Г. А., Потоцкий А. А., Червинский Г. Е., Балашёв П. Н., Гижицкий А. С., Маньковский Г. Т., Сендерко М. И.; стоят: Чихачёв Д. Н., Пахальчак В. К., Подольский В. И., Балаклеев И. И., Николенко П. Е., Галущак С. О.

Православный, крестьянин села Гречаны Старо-Сенявской волости Литинского уезда.
Окончил церковно-приходскую школу и полковую учебную команду.
В русско-японскую войну добровольцем участвовал во многих боях, начиная с Тюренчена, сначала в Восточном отряде, а затем в 1-й армии. Дважды был ранен и награждён знаками отличия Военного ордена 4-й и 3-й степени. Дослужился до звания зауряд-прапорщика.
Затем занимался земледелием (2½ десятины и усадьба в 1000 саженей).
В 1907 году был избран в члены III Государственной думы от Подольской губернии съездом уполномоченных от волостей. Входил во фракцию умеренно-правых, со 2-й сессии — во фракцию прогрессистов. Состоял членом комиссии о мерах борьбы с пьянством.
Дальнейшая судьба неизвестна. Был женат.